# Malloumawa Abdou
Malloumawa Abdou (auch: Malamawa Abdou, Mallamawa Abdou) ist ein Dorf im Arrondissement Zinder IV der Stadt Zinder in Niger.

## Geographie
Das von einem traditionellen Ortsvorsteher (chef traditionnel) geleitete Dorf befindet sich südwestlich des Stadtzentrums im ländlichen Gemeindegebiet von Zinder, der Hauptstadt der gleichnamigen Region Zinder. Die Nachbarorte von Malloumawa Abdou sind das Dorf Malloumawa Djibril im Nordwesten sowie die Weiler Garin Ouba im Südosten und Gonatchin Mallamey im Süden.
Wie im gesamten Gemeindegebiet von Zinder herrscht das Klima der Sahelzone vor, mit einer durchschnittlichen jährlichen Niederschlagsmenge zwischen 300 und 400 mm.

## Bevölkerung
Bei der Volkszählung 2012 hatte Malloumawa Abdou 516 Einwohner, die in 74 Haushalten lebten. Bei der Volkszählung 2001 betrug die Einwohnerzahl 362 in 64 Haushalten und bei der Volkszählung 1988 belief sich die Einwohnerzahl auf 495 in 100 Haushalten.

## Wirtschaft und Infrastruktur
Es gibt eine Schule im Dorf. Der CSI Malloumawa ist ein Gesundheitszentrum des Typs Centre de Santé Intégré (CSI). Es verfügt über ein eigenes Labor und eine Entbindungsstation.